# Carl Vasquez-Pinas von Löwenthal

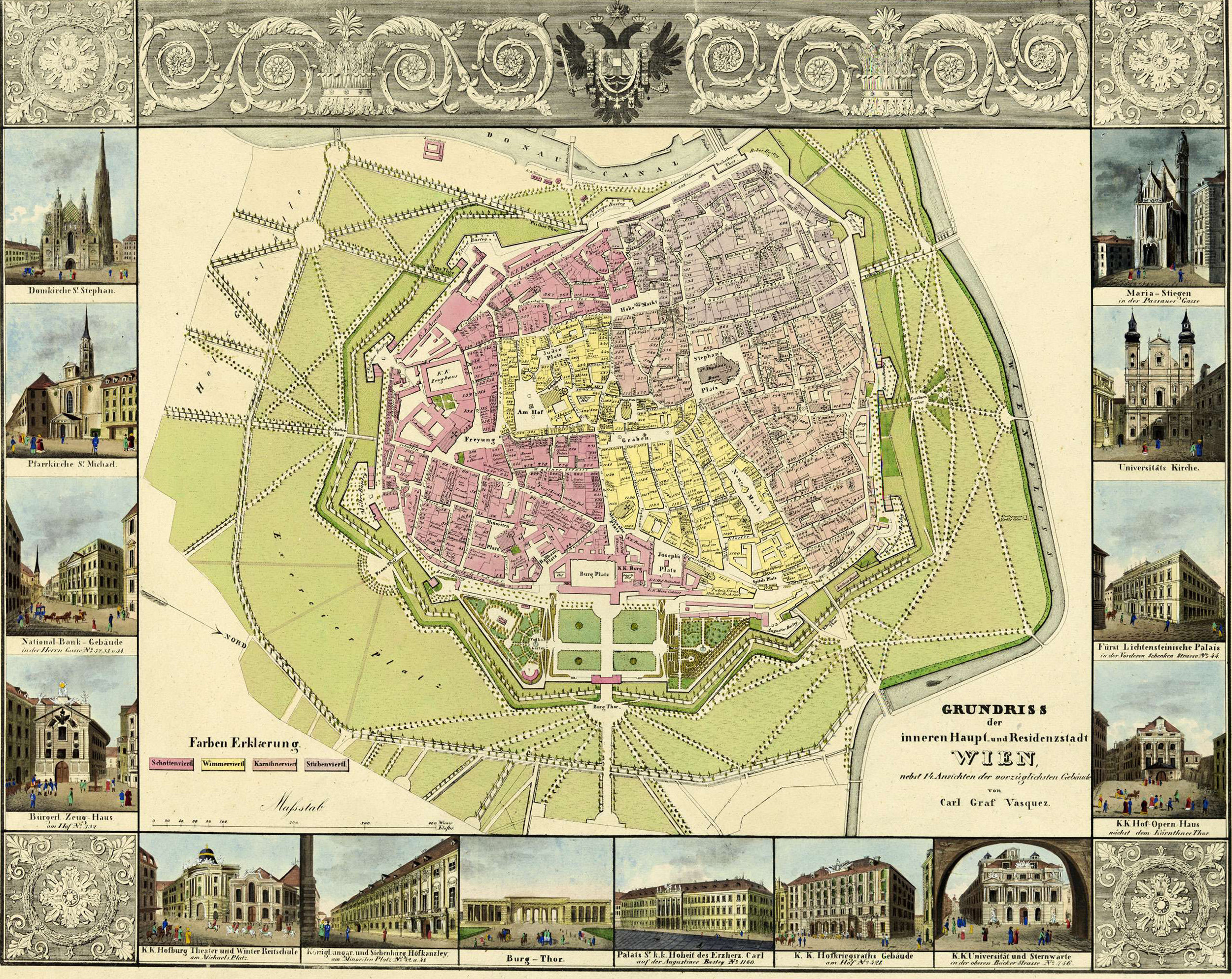
Wien, Innere Stadt, von Carl Graf Vasquez

Carl Graf Vasquez-Pinas von Löwenthal (* 12. Jänner 1798 in Klattau; † 25. Juli 1861 in Budapest) war ein österreichischer Beamter und Kartograph. 

## Leben und Wirken
Vasquez stammte von der spanischen Adelsfamilie Vasquez de Pinos ab. 1815 schied er aus dem aktiven Militärdienst aus und arbeitete ab 1822 in der „Hauszins-Erhebungskommission“ der niederösterreichischen Landesregierung. Dort lernte er den Lithografen Anton Ziegler kennen. Nach 1830 entstand eine Serie von hoch detaillierten Plänen der Stadt Wien und der Wiener Polizeibezirke, in die die damaligen Vorstädte zusammengefasst waren. Vasquez ließ diese Pläne gemeinsam mit Ziegler auf eigene Kosten herausgeben. Aufgrund der dadurch entstandenen Schulden trat er 1848 wieder in den Militärdienst ein, 1856 wurde er aufgrund ungebührlichen Verhaltens vorzeitig in den Ruhestand versetzt.
Heute ist Vasquez vor allem wegen seiner Detailpläne bekannt. Diese umfassten vor allem:
- K. K. Haupt und Residenz Stadt Wien in dem Jahre 1847
- Situations-Plan der k. k. Haupt- und Residenz-Stadt Wien (mit den Vorstädten und einigen Vororten außerhalb des Linienwalls; der Süden oben)
- Grundriss der inneren Haupt- und Residenzstadt Wien mit Stadtmauern und Glacis; der Gebäudebestand farblich unterteilt nach Schottenviertl, Wimmerviertl, Kärnthnerviertl und Stubenviertl (heute Kern des ab 1858 um die Ringstraßenzone erweiterten 1. Bezirks; siehe Abb.)
- Detailpläne der damaligen K. K. Polizey-Bezirke Alservorstadt, Josephstadt, Landstraße, Leopoldstadt, Mariahilf, Rossau, St. Ulrich, Wieden (siehe Abb. bei den Stichworten). Jeder Polizeibezirk umfasste mehrere Vorstädte; alle wurden 1850 eingemeindet und bildeten bis 1860 die Bezirke 2–8, seit 1861 die Bezirke 2–9
- Situations-Plan der Landesfürstlichen Stadt Baaden mit den angrenzenden Ortschaften ... (es wurden neun Ortschaften aufgezählt).

Auch die um 1840 entstandenen Stiche von Prag sind in Buchform erschienen.

## Werke
- Die kaiserl. königl. Haupt- und Residenzstadt Wien mit ihren Vorstädten und nächsten Umgebungen. Ch. F. Schade, Wien 1830 (Hg. gemeinsam mit Anton Ziegler)
- Prag – Die Goldene Stadt in alten Stichen. Harenberg, Dortmund 1983 (Hg. Dieter Messner)